# Коттрелл, Аллин
Аллин Коттрелл (англ. Allin F. Cottrell; род. 26 июня 1953, Эрвин, Шотландия) — американско-шотландский экономист марксистского толка, профессор экономики Университета Уэйк-Форест.
Окончил Оксфордский университет (бакалавр в политике и философии с отличием, 1974), степень доктора философии в политике и экономике Эндинбургского университета (1982). Переехал в США в штат Северная Каролина в 1983 году.
Сфера научных интересов — история экономической мысли (в частности, Маркса и Кейнса), вопросы макроэкономики и теория экономического планирования.
Осенью 1990 года — приглашённый лектор в МГИМО.

## Биография
Родился и вырос в Шотландии. Получил степень бакалавра в сфере политики, философии и экономики в Оксфордском университете. Также получил степень доктора философии в Эдинбургском университете. В 1983 году переехал в США и преподавал в Университете Северной Каролины в Чапел-Хилле, а затем переехал в Уэйк Форест в 1989 году. Увлекался компьютерным программированием и игре на гитаре (в частности блюз).

## Научная работа
Его основные исследования лежат в области истории экономики (в первую очередь учения Кейнса и Маркса), вопросах макроэкономики и теории экономического планирования. Пытался развивать идею экономического планирования с помощью новейших информационных технологий.

## Семья
Жена Нэнси Крукс и дочь Лили.